# Scotinella floridae
Espèce
Synonymes
- Phruronellus floridae Chamberlin & Gertsch, 1930
- Phrurolithus absurdus Gertsch, 1941

Scotinella floridae est une espèce d'araignées aranéomorphes de la famille des Phrurolithidae.

## Distribution
Cette espèce est endémique des États-Unis. Elle se rencontre de la Floride au Texas.

## Description
Le mâle décrit par Platnick et Chamé-Vázquez en 2024 mesure 1,41 mm et la femelle 1,54 mm.

## Systématique et taxinomie
Cette espèce a été décrite sous le protonyme Phruronellus floridae par Chamberlin et Gertsch en 1930. Elle est placée dans le genre Scotinella par Platnick et Chamé-Vázquez en 2024.
Phrurolithus absurdus a été placée en synonymie par Platnick et Chamé-Vázquez en 2024.

## Étymologie
Son nom d'espèce lui a été donné en référence au lieu de sa découverte, la Floride.

## Publication originale
- Chamberlin & Gertsch, 1930 : « On fifteen new North American spiders. » Proceedings of the Biological Society of Washington, vol. 43, p. 137-144 (texte intégral).